# Zamarada usambarae
Zamarada usambarae är en fjärilsart som beskrevs av Leif Aarvik och Bjornstadt. Zamarada usambarae ingår i släktet Zamarada och familjen mätare. Inga underarter finns listade i Catalogue of Life.